# Estação Plaça d'Espanya

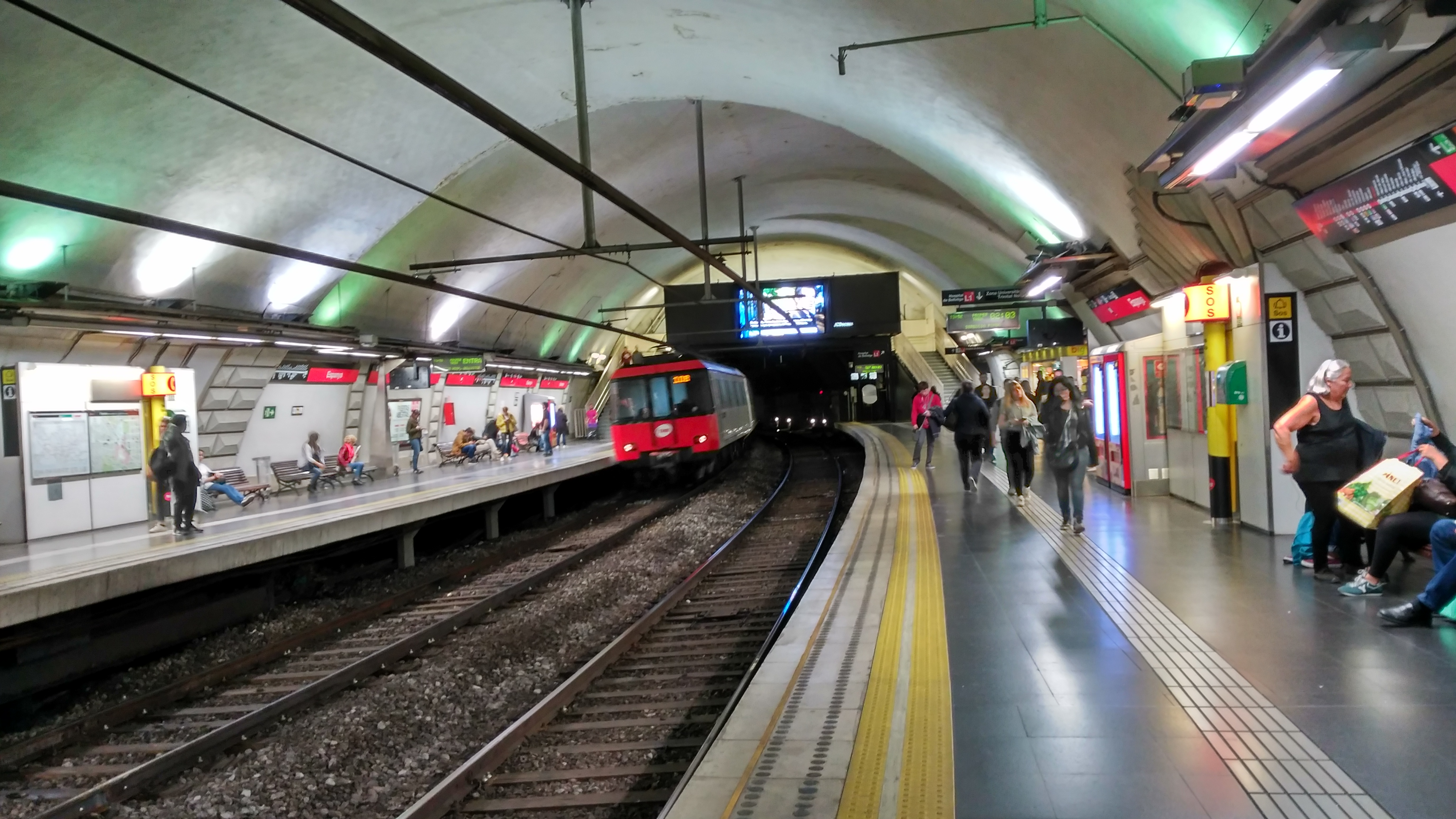
Plataformas de estação Linha 1.

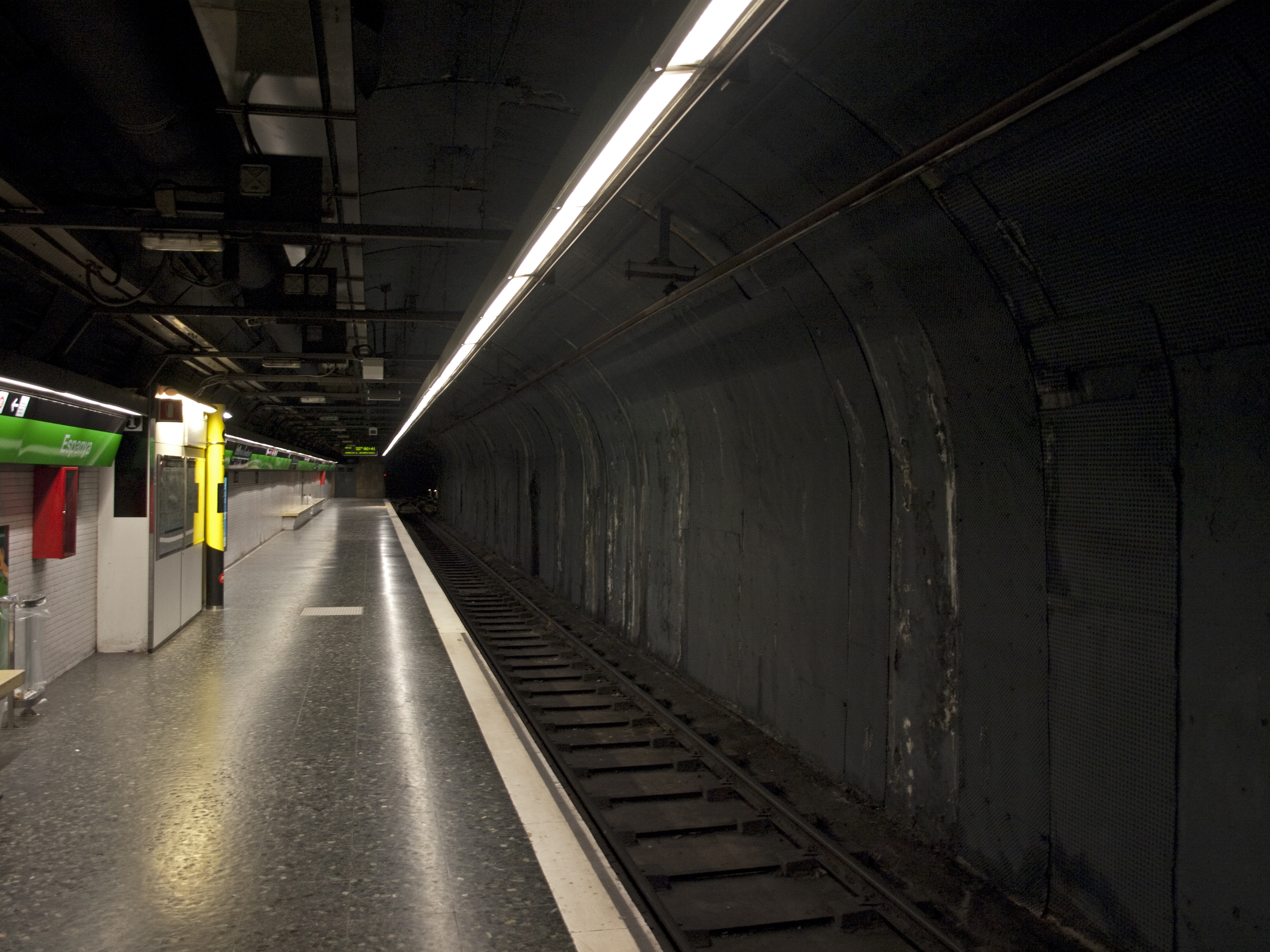
Plataformas de estação Linha 3.

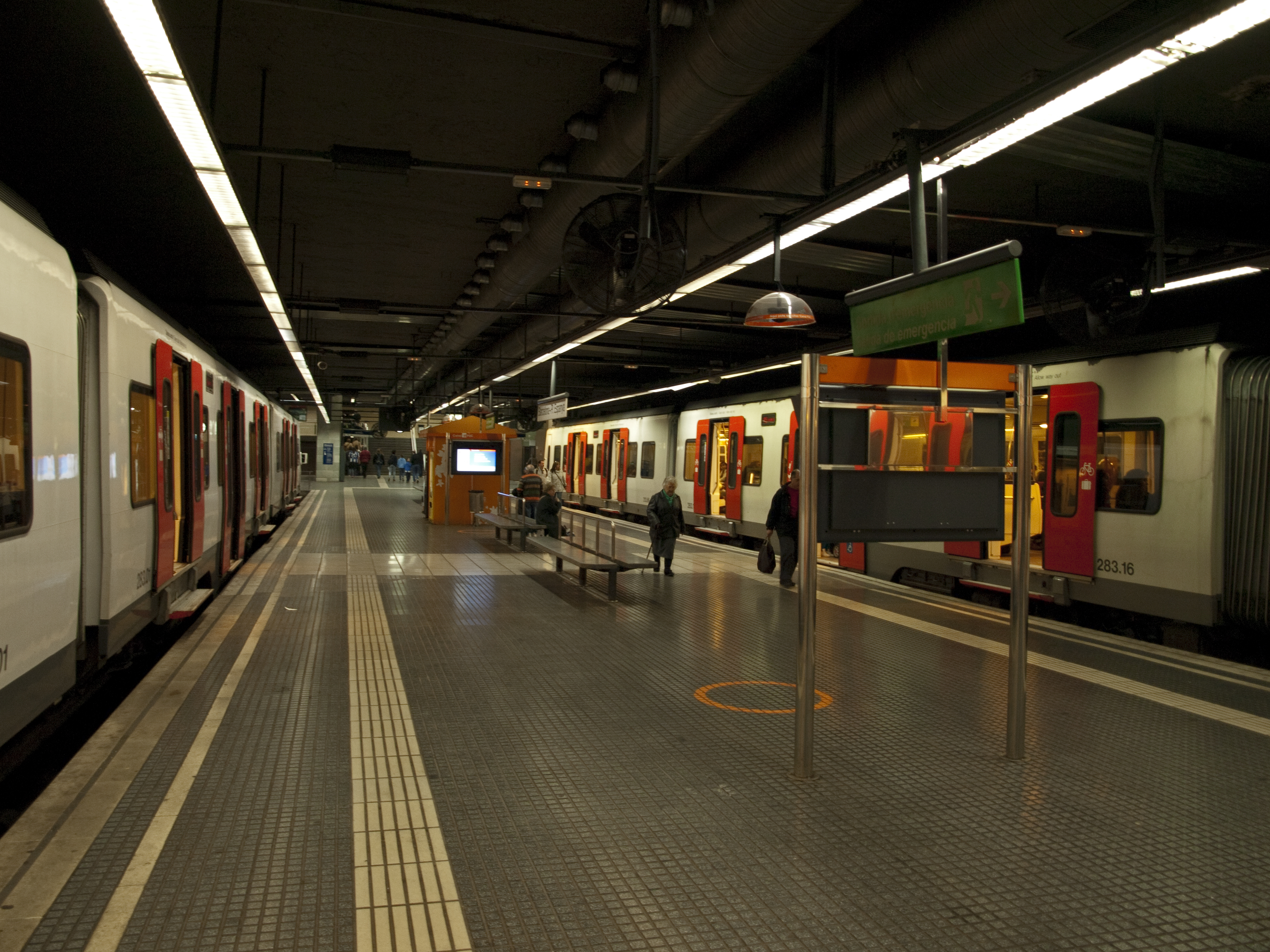
Plataformas de estação Linha 8.

Plaça d'Espanya  (em catalão:  Estació d'Espanya - em castelhano:  Estación de Plaza España) é uma estação metroviária das linhas: Linha 1, Linha 3 e Linha 8 do Metro de Barcelona. Entrou em funcionamento em 1926, fazendo parte do primeiro trecho do Ferrocarril Metropolitano Transversal entre as estaações La Bordeta e Estação Plaça de Catalunya.
O nome da estação é referente à Plaça d'Espanya, sob a qual a estação se situa.

## História
A estação foi inaugurada em 1926, juntamente com a inauguração da linha L1 do metrô, no trecho inicial da L1 entre as estações Bordeta e Plaça de Catalunya. Em 1929, a estação serviu a Exposição Internacional de Barcelona de 1929, realizada nas proximidades.
As plataformas da linha L3 do metrô foram adicionadas em 1975, na então linha separada L3b entre as estações Paral·lel e Barcelona-Sants. As plataformas passaram a ser servidas pelo L3 em 1982, quando o L3 e o L3b foram fundidos em um único serviço.
Em 1997, duas plataformas de nível inferior foram adicionadas à parte FGC da estação, em antecipação à futura extensão oriental das linhas Ferrocarrils de la Generalitat de Catalunya (FGC).

## Acessos
A estação de tem as seguintes entradas:
- Carrer de Tarragona
- Avinguda Paral·lel
- Exposició (localizada em frente a Fira de Barcelona na Plaça d'Espanya)
- FGC (localizado no lado sudoeste da  Plaça d'Espanya )
- Carrer de la Creu Coberta